# BAP Mariategui
La fregata Mariategui è la quarta unità missilistica tipo Lupo della marina peruviana che a differenza delle prime due unità costruite in Italia nel Cantiere navale di Riva Trigoso, è stata costruita insieme alla gemella Montero in Perù su licenza della Fincantieri presso gli stabilimenti SIMA (Servicio Industrial de la Marina) di El Callao. Impostata il 13 agosto 1976 e varata l'8 ottobre 1984, entrando in servizio il 28 dicembre 1987 con la matricola FM-54.

## Nome
La nave è stata battezzata Mariategui in onore del contrammiraglio Ignacio Mariátegui Tellería (1797–1868) eroe dell'Indipendenza del Perù.

## Ammodernamenti
Nel 1998, nell'imminenza del ritiro dell'incrociatore portaelicotteri Aguirre, l'unità, insieme alla gemella Carvajal ha subito delle modifiche al ponte di volo per potere accogliere a bordo gli elicotteri ASH-3D Sea King. Questi lavori, effettuati nei cantieri SIMA e terminati nel 1999 hanno dato alle due unità il vantaggio tattico addizionale che gli conferiscono i missili Exocet di cui sono dotati i nuovi elicotteri imbarcati.

## Esercitazioni
La nave ha partecipato ad importanti esercitazioni internazionali. Nell'agosto del 2004 nel corso dell'esercitazione PANAMAX 2004 alla quale ha partecipato nell'ambito di una forza multinazionale integrata da unità navali di Stati Uniti, Argentina, Cile, Colombia e Honduras, Repubblica Dominicana e Panama, la Mariátegui ha eseguito una serie di simulazioni di difesa, nel caso di un ipotetico attacco per via marittima, del Canale di Panama.

## Galleria d'immagini
Esercitazione Teamwork South 99

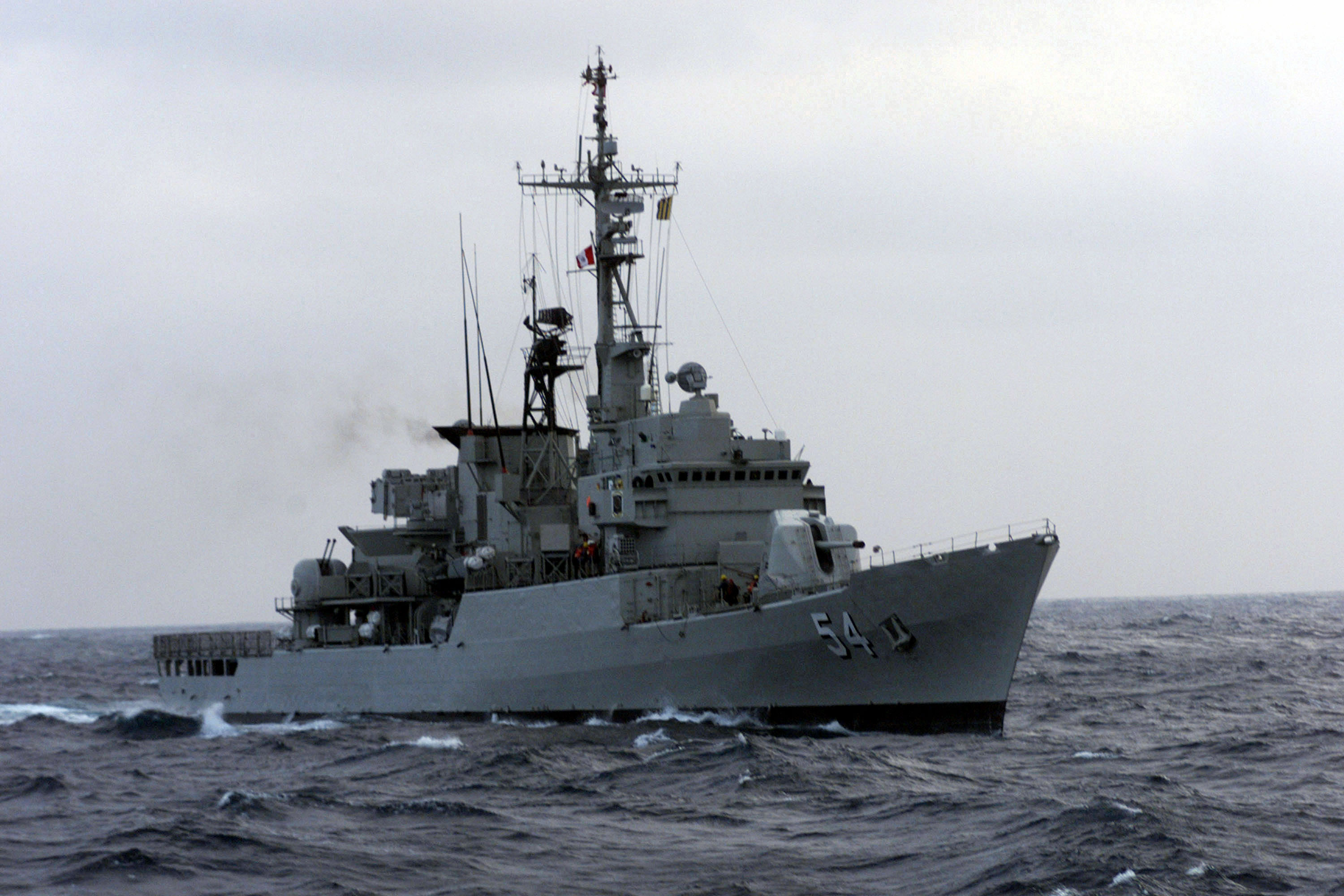
L'unità nel 1999 durante l'esercitazione Teamwork South
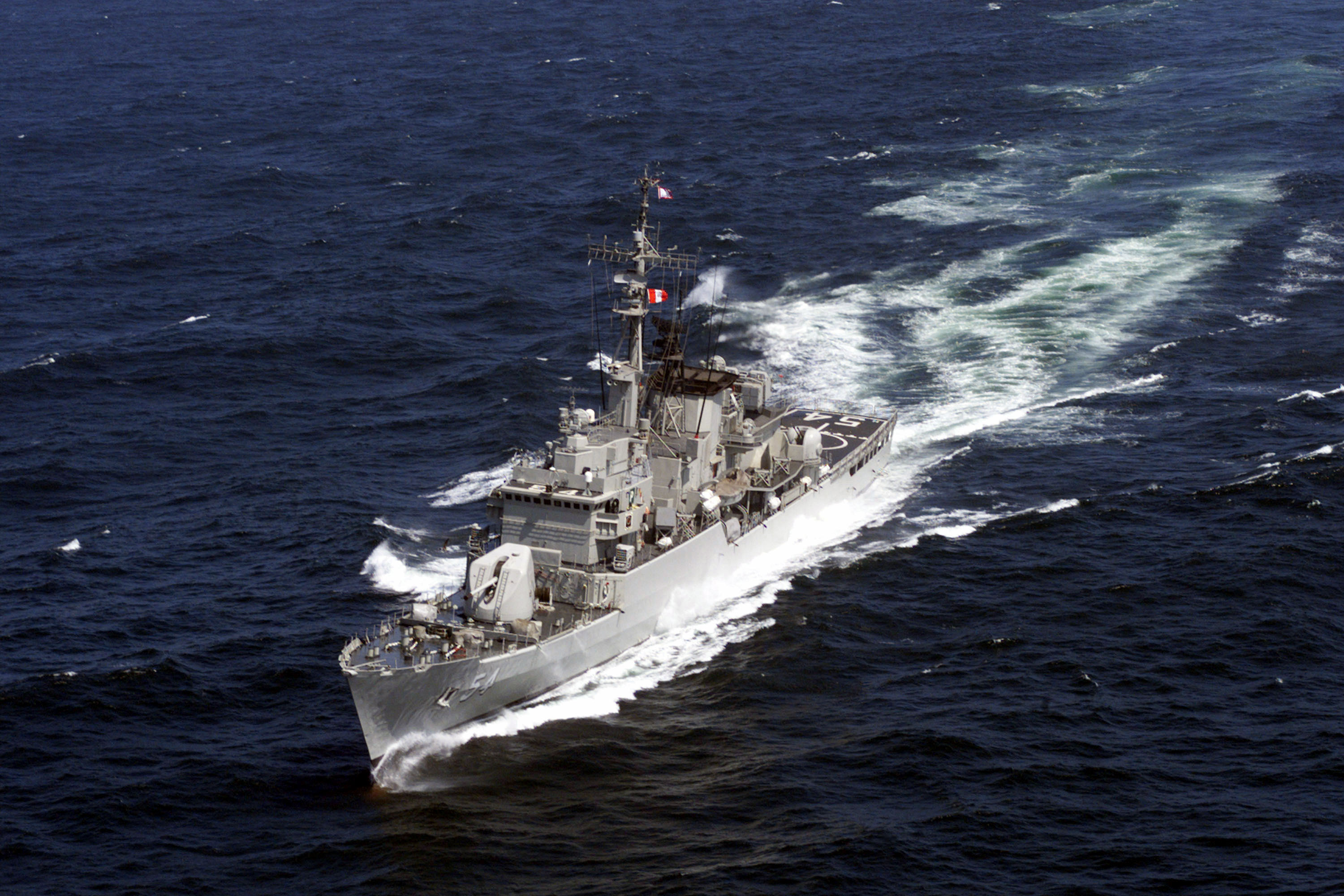
La fregata Mariátegui durante l'esercitazione Teamwork South 99

Esercitazioni Panamax e UNITAS

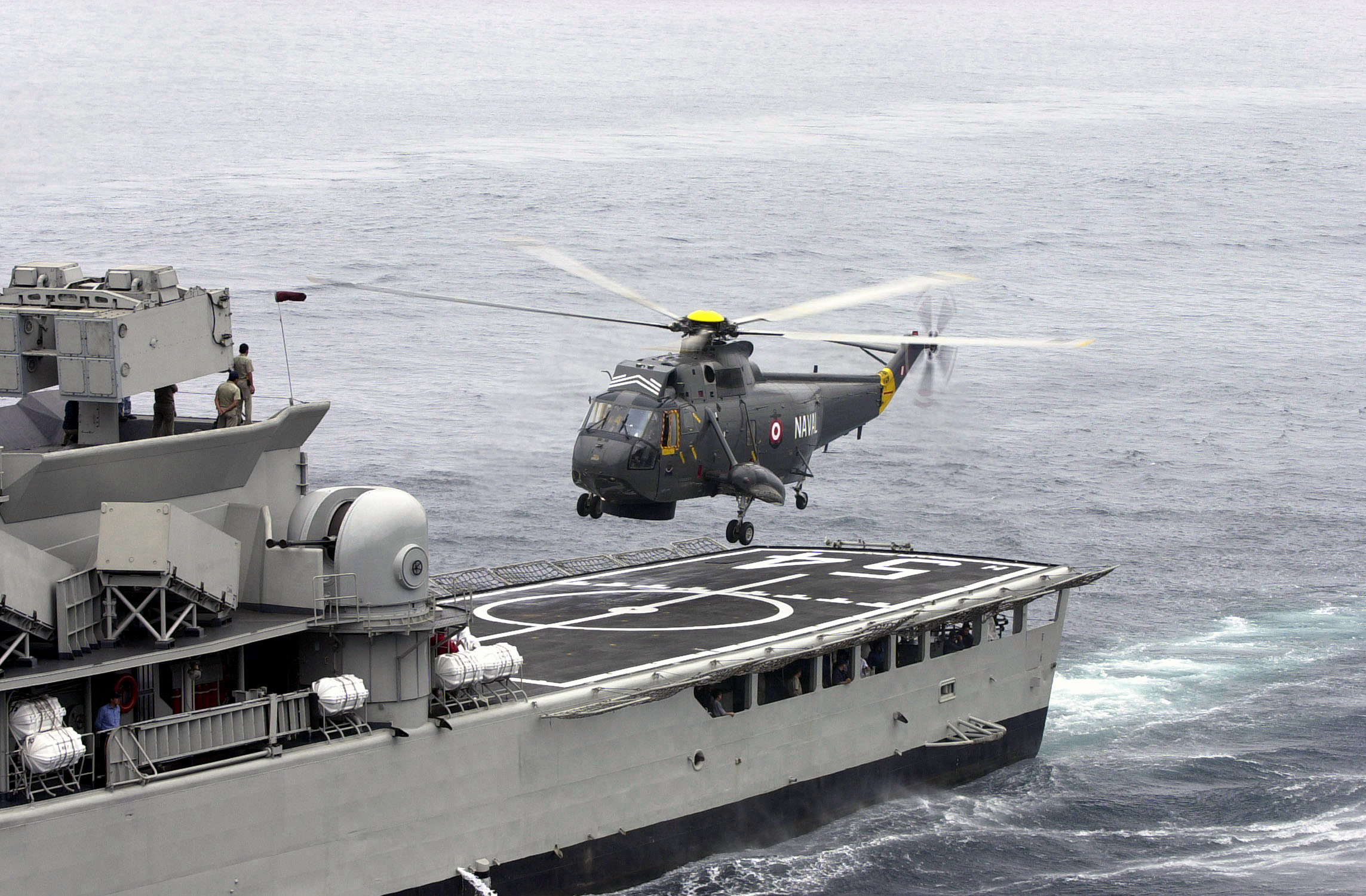
Appontaggio di un elicottero ASH-3D durante l'esercitazione UNITAS 2001
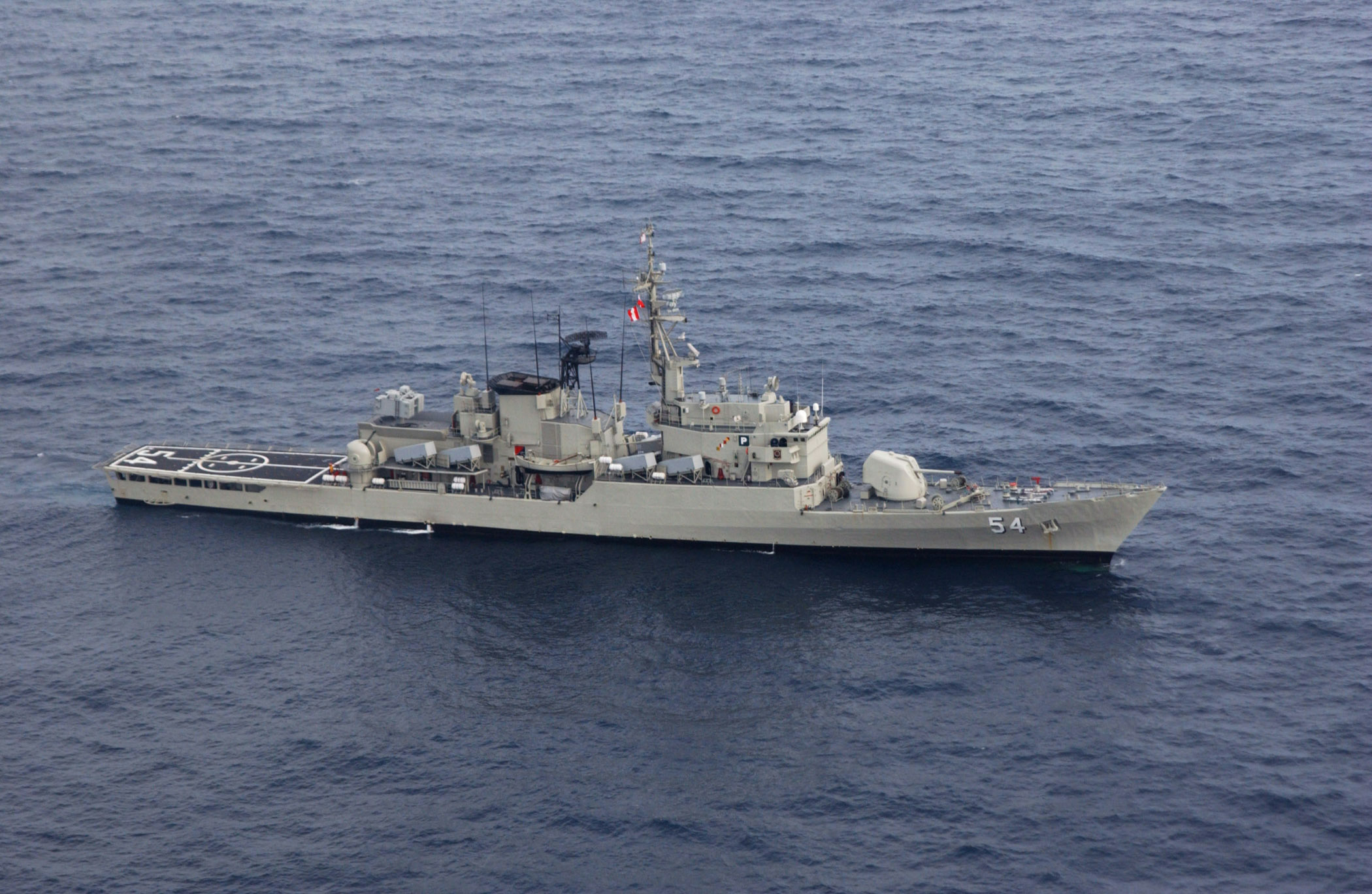
La fregata Mariátegui impegnata nel 2004 in un pattugliamento durante l'esercitazione Panamax

Esercitazione RIMPAC 2006
|  |  |
|  |  |